# Toshiyuki Kakuta
Toshiyuki Kakuta (角田利之 Kakuta Toshiyuki?) es un compositor trabajador de Konami cuyas canciones fueron centradas en las versiones CS de Beatmania. Antes del conflicto interno de 2017 que terminó en crear el nuevo personal llamado BEMANI Sound Team y de convertirse en director de sonido en Beatmania IIDX 14 GOLD, Toshiyuki trabajó exclusivamente en las versiones CS de Beatmania IIDX. Sin embargo, cuando Tash no pudo ser el director de sonido de Beatmania IIDX GOLD, a Toshiyuki le fue dado la posición para dirigir la versión arcade por primera vez. Él actualmente es la cabeza de la dirección de sonido comenzando con Beatmania IIDX 18 Resort Anthem, ya que tomó la posición de DJ Yoshitaka quien fue la anterior cabeza de dirección de sonido desde Gold hasta Beatmania IIDX 17 SIRIUS. Desde aquel entonces, Toshiyuki ha sido un contribuidor común también para la mayoría de los videojuegos de Bemani. Su perfil de sonido lo define como un músico de toda categoría, siendo capaz de componer varios géneros de música electrónica, sin embargo, tiene una preferencia con el Drum'n'bass y el Hardcore. Incluso ha compuesto canciones de género Rock y Heavy metal extensamente para GuitarFreaks & DrumMania.

## Música principal
La siguiente lista muestra las canciones que fueron creadas por el mismo autor y también con los artistas que trabajó para su elaboración:
| - APPEND GOTTAMIX - GENOM SCREAMS (L.E.D. LIGHT) - HELL SCAPER (L.E.D. LIGHT-G) - APPEND 5thMIX - MIRACLE MOON ～L.E.D.LIGHT STYLE MIX～ (Togo Project feat. Sana) - OVERBLAST!! (L.E.D. LIGHT) - APPEND ClubMIX - INFINITE PRAYER -floating flock style- (L.E.D. LIGHT feat. GORO) - APPEND GOTTAMIX2 - INFINITE PRAYER (L.E.D. LIGHT feat. GORO) - SHOWDOWN TO LIVE (L.E.D. LIGHT VS. GUHROOVY fw/45) - APPEND 6thMIX - MGS2 Mission R (L.E.D. LIGHT) - substream - THE EARTH LIGHT (L.E.D. LIGHT) - 4th Style - THE SHINING POLARIS (L.E.D. feat. Sana) - ErAseRmoToR maXimUM (L.E.D.-G with GUHROOVY) - THE BIG VOYAGER -INFINITE PRAYER REINTERPRETATION- (L.E.D.) - 5th Style - LOVE IS DREAMINESS (L.E.D.-G VS. GUHROOVY fw/asuka) - SOMETHING WONDERFUL (L.E.D.) - 電人イェーガーのテーマ (L.E.D.) - 6th Style - HYPER BOUNDARY GATE (L.E.D. LIGHT) - OUTER LIMITS (L.E.D.-G) - 合体せよ！ストロングイェーガー!! (L.E.D.) - 8th Style - NEBULA GRASPER (L.E.D.) - STEP INTO THE NEW WORLD (L.E.D.-G VS GUHROOVY fw NO+CHIN) - エブリデイ・ラブリデイ -L.E.D.STYLE MIX- (Togo-chef feat. Sana) - 9th Style - PHOTONGENIC (L.E.D. fw.堀澤麻衣子) - 炸裂!イェーガー電光チョップ!! (L.E.D.) - 10th Style - GHOST REVIVAL (L.E.D.) - ACID VISION (L.E.D.) - IXION (L.E.D.) - 11 IIDXRED - SOLITON BEAM (L.E.D.) - eRAseRmOToRpHAntOM (L.E.D.-G VS GUHROOVY) - 12 HAPPY SKY - DAWN -THE NEXT ENDEAVOUR- (L.E.D. fw.堀澤麻衣子) - LOVELY STORM -LOVE IS DREAMINESS RE-INTERPRETATION- (L.E.D.-G) - 13 DistorteD - TYPE MARS (G-Style mix) (L.E.D.) - SOLID STATE SQUAD (kors k VS. L.E.D.) - OUTER LIMITS ALTERNATIVE (L.E.D.-G) - QUANTUM TELEPORTATION (L.E.D.) - 14 GOLD - 電人、暁に斃れる。(L.E.D.-G) - LASER CRUSTER (L.E.D.) - GRID KNIGHT (SAW WAVE SQUAD) - SEQUENCE CAT (家庭用 : SLEDLAKE(SLAKE & L.E.D.)) - THE DETONATOR (家庭用 : teranoid VS L.E.D.-G) - 15 DJ TROOPERS - SOUND OF GIALLARHORN (L.E.D.-G) - STEEL NEEDLE (Scorpion) - THE DEEP STRIKER (L.E.D.-G) - THE LAST STRIKER (L.E.D.) - Cookie Bouquets (家庭用 : L.E.D. vs TOMOSUKE fw.crimm) - 16 EMPRESS - JEWELLERY STORM (L.E.D-G fw.Eriko Tanzawa) - PSYCHE PLANET-GT (Remixed by L.E.D./Sota Fujimoriの同曲のリミックス) - HYPERION (L.E.D.) - BITTER CHOCOLATE STRIKER (L.E.D.-G) - ERaSeR EnGinE DistorteD (L.E.D.-G VS GUHROOVY) | - 17 SIRIUS - DOMINION (L.E.D.-G) - GALGALIM (L.E.D.) - spiral galaxy -L.E.D. STYLE SPREADING PARTICLE BEAM MIX- (Remixed by L.E.D.) - EXUSIA (L.E.D.-G) - 18 Resort Anthem - THE DOOR INTO RAINBOW (L.E.D.) - XANADU OF TWO (T.Kakuta With Starving Trancer + 森永真由美) - ELECTRIC MASSIVE DIVER (L.E.D-G) - THE BLACK KNIGHT (L.E.D.) - PARADISE LOST (Ryu☆ vs. L.E.D.-G) - 19 Lincle - ANAGRAMS I to Y (Mayumi Morinaga) - 恋する☆宇宙戦争っ!! (Prim) - DIAVOLO (度胸兄弟) - YAKSHA (Neulakyussra) - 20 tricoro - 狂イ咲ケ焔ノ華 (覚醒ノPrim) - BLUE STRAGGLER (L.E.D.) - Thor's Hammer (ユニバーサル度胸兄弟) - トリカゴノ鳳凰 (L.E.D. Vs. 幽閉サテライト) - Confiserie (L.E.D. vs S-C-U) - 21 SPADA - EXTREME MACH COLLIDER (L.E.D.) - 旋律のドグマ ～Misérables～ (楓璃夢=ジークフリード=ファイエルローゼン) - 超!!遠距離らぶ♡メ～ル (ななひら) - 22 PENDUAL - CHRONO DIVER -NORNIR- (L.E.D.) - 表裏一体!? 怪盗いいんちょの悩み♥ (◇◆噂の怪盗少女 ぷらずま★彡Prim◇◆) - もっと！モット！ときめき feat. 松下 (シャイニング度胸兄弟) - NEO GENERATOR SEVEN (L.E.D.-G) - SoulOnFire (15 ADVENTURE/L.E.D.-G VS GUHROOVY fw.NO+CHIN) - CHIP'N'RIDDIM (16 PARTY/L.E.D.-G) - PACEM (17 THE MOVIE/L.E.D. fw. 堀澤麻衣子) - AKATSUKI (18 せんごく列伝/L.E.D. Vs. GHUROOVY) - MVA (19 TUNE STREET/L.E.D.-G) - オトメルンバ♪ L.E.D.-G STYLE MIX (20 fantasia/るるるSYSTEM remixed by L.E.D.) - 偽りのアルカディア (Sunny Park/夏川陽子) - ERASER ENGINE (家庭用GuitarFreaks 2ndMIX/L.E.D.LIGHT vs. GUHROOVY:CS版DrumMania/DMX) - MEMBER INTRODUCTION (家庭用GuitarFreaks 2ndMIX/K.S.T.BAND) - COMPLETE CONQUEST (家庭用GUITARFREAKS 4thMIX & drummania 3rdMIX/L.E.D. LIGHT VS. GUHROOVY fw/45) - FIGHT FOR YOUR LIFE (V4 Яock×Rock/L.E.D.-G vs. GUHROOVY fw NO+CHIN) - LAST SCENE (V5 Rock to Infinity/L.E.D. VS GUHROOVY fw NO+CHIN) - CHAIN REACTION feat.NO+CHIN (XG3/Katana Sounds Vs. L.E.D.-G) - フレッフレー♪熱血チアガール (GITADORA/裏マドンナだ！Primちゃん) - Insaner (L.E.D.'s Punishment Remix) (UltraMIX4/Jondi & Spesh) - IF YOU WERE HERE (L.E.D.-G STYLE MIX) (DDRX2/JENNIFER) - NEPHILIM DELTA (DDRX3 VS 2ndMIX/L.E.D.-G) - coming true (ripples/GUHROOVY Vs. L.E.D.) - STELLAR WIND (knit APPEND/L.E.D.) - WONDER WALKER (copious/L.E.D.) - †渚の小悪魔ラヴリィ～レイディオ† (saucer/夏色ビキニのPrim) - Confiserie (saucer/L.E.D. vs S-C-U) - TSAR BOMBA (saucer/L.E.D.) - THE FALLEN (REFLEC BEAT/L.E.D.-G) - TITANS RETURN (limelight/L.E.D.) - 愛は不死鳥の様に (colette Winter/真紅の薔薇の騎士Prim) - EMPEROR OF THE AVALON (colette Summer/L.E.D.-G) - SPEED BLADE (colette All Seasons/L.E.D.) - SCHWARZSCHILD FIELD (Groovin'!!/L.E.D.) |